# 横田南嶺
横田 南嶺（よこた なんれい、1964年（昭和39年）11月 - ）は、臨済宗の禅僧。臨済宗円覚寺派管長、花園大学総長、公益財団法人禅文化研究所所長。 

## 経歴
昭和39年（1964年）、和歌山県新宮市の在家の生まれ。実家は鉄工所をしており、元々は川原で鍛冶屋をやっていたという。
昭和58年（1983年）、筑波大学入学。同時に円覚寺派龍雲院白山道場小池心叟師家のもとで出家得度する。
昭和62年（1987年）筑波大学を卒業。
大学卒業と同時に京都の建仁寺僧堂で修行。
平成2年（1990年）梅林寺僧堂で修行。
平成3年（1991年）円覚寺僧堂で修行、足立大進前管長に師事。
平成10年（1998年）、円覚寺僧堂師家代行、円覚寺塔頭・黄梅院の住職に就任。平成11年（1999年）に円覚寺僧堂師家。
平成17年（2005年）、龍雲院兼務住職。
平成22年（2010年）より、臨済宗円覚寺派管長に就任。円覚寺の歴史の中で存命中の管長が交代するのは異例であり、管長の交代自体30年ぶりであった。
平成24年（2012年）から26年（2014年）まで、全日本仏教会副会長を務める。
平成29年（2017年）12月より、花園大学総長。公開講座「禅とこころ」を担当する。
令和5年（2023年）7月より、公益財団法人 禅文化研究所所長。

## 著作
- 「祈りの延命十句観音経」（致知出版社 2014年3月 ISBN 978-4393144268）
- 「禅の名僧に学ぶ生き方の知恵」（致知出版社 2015年10月 ISBN 978-4800910837）
- 「二度とない人生だから、今日一日は笑顔でいよう 生きるための禅の心」（PHP研究所 2016年3月 ISBN 978-4569829227）
- 「人生を照らす禅の言葉」（致知出版社 2016年9月 ISBN 978-4800911230）
- 「わたしの観音さま 延命十句観音経」（青幻舎 2017年5月 ISBN 978-4861526145）
- 「仏心の中を歩む」（春秋社 2020年3月 ISBN 978-4393144374）
- 「十牛図に学ぶ」（致知出版社 2020年8月 ISBN 978-4800912381）
- 「盤珪語録を読む」（春秋社 2021年6月 ISBN 978-4393134207）
- 「禅と出会う」（春秋社 2022年4月 ISBN 978-4393134566）
- 「悩みは消える！」（ビジネス社 2022年9月 ISBN 978-4828424385）
- 「パンダはどこにいる？」（青幻舎 2022年12月 ISBN 978-4861529078）
- 「臨済録に学ぶ」（致知出版社 2023年1月 ISBN 978-4800912749
- 「はじめての人におくる般若心経」（春秋社 2024年1月 ISBN 978-4393142912）
- 「無門関に学ぶ」（致知出版社 2024年4月 ISBN 978-4800913050）

### 共著
- 「禅とジブリ」（鈴木敏夫と玄侑宗久、横田南嶺、細川晋輔各人との対談 淡交社 2018年7月 ISBN 978-4473042590）
- 「不要不急 苦境と向き合う仏教の智慧」（ネルケ無方, 白川密成, 南直哉, 藤田一照, 細川晋輔, 露の団姫等共著 新潮社 2021年 ISBN 978-4106109157)

## YouTubeでの発信
円覚寺の公式YouTubeチャンネルを2019年に開設し、公式ホームページで展開される管長日記を毎日更新しているほか、法話やインタビューの動画なども更新している。